# جنایات جنگی متفقین در جنگ جهانی دوم
جنایات جنگی متفقین شامل نقض گفته شده و اثبات شده قوانین جنگ توسط متفقین جنگ جهانی دوم علیه جمعیت‌های غیرنظامی یا کارکنان نظامی قدرت‌های محور است.
در پایان جنگ جهانی دوم محاکمات زیادی در خصوص جنایتکاران جنگی متحدین برگزار شد که دادگاه‌های نورنبرگ از همه آنها معروفتر است. به هر روی، در اروپا این محاکمات تحت اقتدار منشور لندن برگزار شد که فقط اتهامات جنایات جنگی علیه افرادی را در نظر می‌گرفت که به نفع کشورهای متفق اروپایی فعالیت می‌کردند.
شماری از جنایات جنگی صورت گرفته توسط کارکنان متفقین مورد تحقیق قدرتهای متفق قرار گرفت و منجر به مواردی از دادگاههای نظامی شد. برخی از موارد که مورخین آنها را تحت قانون جنگ جنایت دانسته‌اند به دلایل متعدد مورد تحقیق قرار نگرفت یا مورد تحقیق قرار گرفت و تصمیم هم اتخاذ شد ولی اجرا نشد.

## سیاست
کشورهای متفق غربی مدعیند ارتشهایشان کنوانسیون ژنو را رعایت می‌کردند و معتقد بودند در حال انجام جنگی مشروع به دلایل دفاعی هستند. به هر روی، کنوانسیونها نقض شدند از جمله اتهامات بی محاکمه در خصوص بمباران شهروندان آلمانی و ژاپنی وقحطی ۱۳۲۲–۱۳۲۰ ایران وبازگشت اجباری شهروندان شوروی که با نیروهای متحدین همکاری می‌کردند به شوروی در پایان جنگ. با وجود بمباران شهروندان در درسدن، توکیو، و دیگر شهرها و شهرکهای آلمانی و ژاپنی و نیز استفاده از بمب اتمی در هیروشیما و ناکازاکی ادعا شده کشورهای متفقین در کشتار جمعی یا نسل کشی شرکت نداشته‌اند. همچنین ارتش اتحاد شوروی مکرراً مرتکب جنایت جنگی در المان شد که امروزه به هدایت دولت آن کشور دانسته می‌شود. این جرایم شامل به راه انداختن جنگ تجاوزکارانه، کشتار جمعی اسرای جنگی و سرکوب جمعیت کشورهای فتح شده است. انتنی بیور تجاوز به زنان آلمانی در طی اشغال این کشور را «بزرگترین واقعهٔ تجاوز در تاریخ» توصیف می‌کند و نتیجه می‌گیرد که اقلاً ۱٫۴ میلیون زن فقط در پروس شرقی، پومرانیا و سیلیزیا مورد تجاوز قرار گرفتند. زنان و دختران روس و لهستانی آزاد شده از اردوگاههای کار اجباری هم مورد خشونت قرار گرفتند.

## اروپا

### حمله هوایی به شهروندان غیرنظامی
در طی جنگ جهانی دوم، نیروهای هوایی متفقین امریکا و بریتانیا دست به حملاتی هوایی بر جمعیتهای غیرنظامی در اروپا و ژاپن زدند. برخی مورخین با نگاه به گذشته، این اقدامات را جنایت دانسته‌اند، و رهبران قدرتهای محور هم با وجود اقدامات مشابه خود در جریان جنگ چنین نظری داشتند. یواخیم فن ریبنتروپ وزیر امور خارجه آلمان در ۶ ژوئن ۱۹۴۴، در کنفرانس رهبران ارشد آلمان در کلسهایم تلاش کرد قطعنامه‌ای پیشنهاد کند تا حملات هوایی به غیرنظامیان را اقدامات تروریستی تعریف کند که موفق نشد.

## ایالات متحده

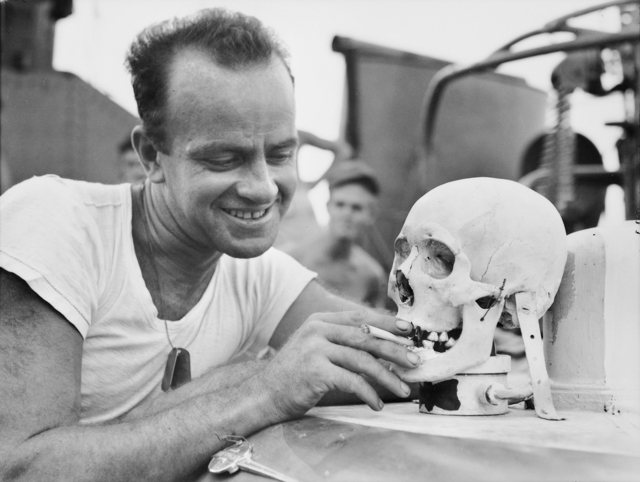
ا. و مکفرسن ستوان نیروی دریایی ایالات متحده و جمجمه یک ژاپنی بر عرشهٔ یو اس اس پی تی -۳۴۱

### جداکردن سر اجساد رزمندگان ژاپنی
در جریان جنگ جهانی دوم، برخی از کارکنان نظامی ایالات متحده اعضای بدن کارکنان خدماتی مرده ژاپنی در جبهه اقیانوس آرام را قطع می‌کردند. قطع عضو کارکنان خدماتی ژاپنی شامل بردن اعضای بدن به عنوان «یادگاری جنگی» و «غنائم جنگی» بود. دندانها و جمجمه‌ها بیش از همه به عنوان غنیمت برده می‌شد گرچه دیگر اعضای بدن هم جمع آوری می‌شد.